# ألبرت فوينا
ألبرت فوينا (بالرومانية: Albert Voinea) هو لاعب كرة قدم روماني في مركز الهجوم، ولد في 6 ديسمبر 1992 في ترجو جيو في رومانيا. لعب مع جامعة كلوج وسي إس باندوري تارغو جيو ونادي ريبنسيا تيميشوارا ونادي يونيفيرسيتاتيا كرايوفا ويو تي أي أراد.

## وصلات خارجية
- ألبرت فوينا على موقع قاعدة بيانات كرة القدم.إي يو (الإنجليزية)
- ألبرت فوينا على موقع Soccerway.com (الإنجليزية)